# LyX
{\displaystyle \mathbf {L} \!{}_{\mathbf {\displaystyle Y} }\!\mathbf {X} }是一個「所見即所指」（what you see is what you mean）的利用LaTeX來排版的文件編輯軟體。相對於其它標榜所見即所得的編輯器而言，LyX標榜只顯示你真正的關心的內容。

## 功能
- 圖形用戶界面與選單
- 標題、標題、段落和目錄自動編號
- 文本按照標準的排版規則編排，如：縮進、間距及斷字
- 標準文檔編輯功能，如：剪截/粘貼，拼法檢查（使用GNU Aspell套件）
- 注記
- 文本集以及模版十分類似于LaTeX中的\documentclass[arguments]{theclass}指令
- 支持BibTeX
- 表單編輯器（所見即所得）
- 數學編輯器（所見即所得）
- 具備導入各種常用文本格式的能力用LyX所生成PDF文檔的截圖

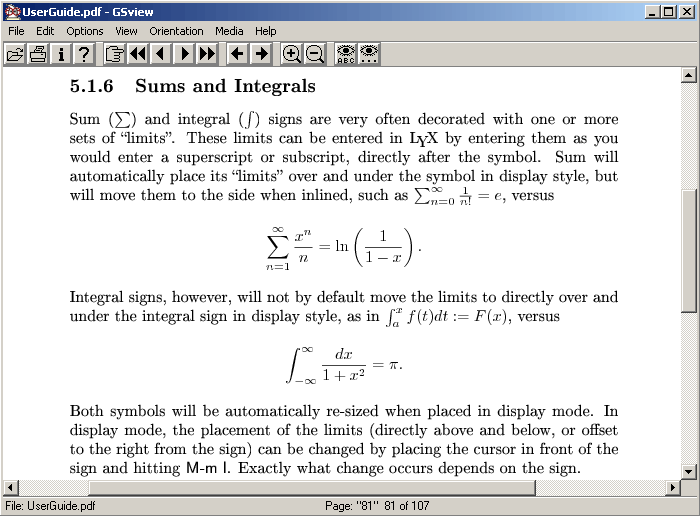
用LyX所生成PDF文檔的截圖

- 具備將文檔導出為DocBook和SGML文本格式的能力

## 發音
根據該項目的Wiki網頁介紹，開發者對LyX的發音為lɪks或[lʏks].

## 版本
| 版本号 | 发布日期          |
| ------ | ----------------- |
| 0.7.0  | October 24, 1995  |
| 1.0.0  | February 1, 1999  |
| 1.2.0  | May 29, 2002      |
| 1.3.0  | February 7, 2003  |
| 1.4.0  | March 8, 2006     |
| 1.5.0  | July 27, 2007     |
| 1.6.0  | November 10, 2008 |
| 2.0.0  | May 8, 2011.      |
| 2.1.0  | April 25, 2014.   |
| 2.2.0  | May 26, 2016      |
| 2.3.0  | March 16, 2018    |
| 2.4.0  | May 31, 2024      |

除了需要额外安装的LyX的主要发行版之外，还有一个与TeX Live集成的称为LyTeX的非官方便携（过时）版本。